# Tasūketsu
Tasūketsu (多数欠?) es una serie de manga japonesa escrita e ilustrada por Taiga Miyakawa. La serie comenzó la serialización en línea en Ganma! de Comic Smart! sitio web en septiembre de 2013 y consta de tres partes. A diciembre de 2020, Micro Magazine ha publicado seis volúmenes. En enero de 2021 se lanzó una adaptación de OVA de 7 minutos, titulada Tasūketsu: Judgment Assizes y producida por Imagica Lab. Una adaptación de la serie de televisión de anime producida por Satelight se estrenó en julio de 2024.

## Personajes
Saneatsu Narita
 Seiyū: Masatomo Nakazawa (OVA), Yūto Uemura (anime)
Saaya Fujishiro
 Seiyū: Anna Nagase (anime)
Ryūta Ichinose
 Seiyū: Kazuki Ura (anime)
Kazuhiko Satō
 Seiyū: Kazuki Ura (OVA), Kōki Ōsuzu (anime)
Omi Jin
 Seiyū: Yuki Shirato (OVA), Shiori Mikami (anime)
Eren Kunashiri
Seiyū: Yuki Nakashima (anime)
Tōjurō Yagihashi
 Seiyū: Tomotaka Harada (OVA), Daisuke Ono (anime)
Ryōhei Sudō
 Seiyū: Kazunori Nomiya (OVA), Jun Kasama (anime)
Sōtarō Shinozaki
 Seiyū: Shuta Morishima (anime)
Ren Iruga
Seiyū: Kenn (anime)
Hisoka Midō
 Seiyū: Kenjiro Tsuda (anime)
El Emperador
 Seiyū: Yuka Terasaki (anime)
Bōrinmaru Gokokuhōtenji
 Seiyū: Kotomi Aihara (anime)
Rika Suzuki
 Seiyū: Shiki Aoki (anime)
Hayato Sōma
 Seiyū: Kentarō Kumagai (anime)
Raion Ōno
 Seiyū: Yuki Kaji (OVA)
Kotetsu Tsugawa
 Seiyū: Taku Yashiro (OVA)
Haruto Yanagi
 Seiyū: Ayumu Murase (OVA)
Kanato Sakurai
 Seiyū: Daisuke Motohashi (OVA)

## Contenido de la obra

### Anime
El 29 de enero de 2021 se lanzó una adaptación de OVA de 7 minutos titulada Tasūketsu: Judgment Assizes, creada a través de una campaña de financiación colectiva y dirigida por Rabbit Machine en Imagica Lab.
El 26 de enero de 2024 se anunció una adaptación de la serie de televisión de anime. La serie será producida por Satelight y dirigida y escrita por Tatsuo Sato, con Tōru Hamazaki como asistente de dirección, Nami Hayashi diseñando los personajes y R.O.N componiendo la música. Se estrenó el 2 de julio de 2024 en Nippon TV y otros canales, y se emitirá durante dos cursos consecutivos. Para el primer cour, el tema de apertura es "Emperor Time" de Vivarush, mientras que el tema de cierre es "Game Over" de issey.  Para el segundo cour, el tema de apertura es "Fly Higher", interpretado por Travis Japan, mientras que el tema de cierre es "Reasons", interpretada por Aina Aiba. Crunchyroll obtuvo la licencia de la serie fuera de Asia.

## Recepción
La serie ocupó el segundo lugar en la encuesta "Adaptación de anime más buscada" de AnimeJapan en 2019; ocupó el séptimo lugar en la misma encuesta el año siguiente.